# Hunkydora rakiura
Hunkydora rakiura är en musselart som beskrevs av B.A. Marshall 2002. Hunkydora rakiura ingår i släktet Hunkydora och familjen Myochamidae. Inga underarter finns listade i Catalogue of Life.